# 296

## Починали
- 22 април – Кай, римски папа